# Gyula Emsberger
Gyula Emsberger (* 22. September 1924 in Felsőgalla, Tatabánya; † 6. März 2011) war ein ungarischer Fußballschiedsrichter.

## Leben
Emsberger begann seine Laufbahn als Fußball-Schiedsrichter nach dem Zweiten Weltkrieg 1947 in der dritten ungarischen Liga. 1952 wurde er Schiedsrichter in der zweiten ungarischen Liga, ehe er 1957 mit Haladás Szombathely gegen Csepel SC erstmals ein Spiel in der Ersten Liga, der Nemzeti Bajnokság I, leitete. Sein letztes Spiel in der ersten Liga pfiff er am 3. Februar 1974 beim 0:1 von MTK Budapest FC gegen Honvéd Budapest. 1966 leitete er darüber hinaus das Endspiel um den ungarischen Fußballpokal beim 3:2 von Gyõri Vasas ETO gegen Ferencvárosi TC im Budapester Népstadtion.
Als FIFA-Schiedsrichter war er zwischen 1963 und 1973 tätig und kam als Linienrichter bei der Fußball-Weltmeisterschaft 1970 in Mexiko zum Einsatz bei den Spielen Rumänien gegen ČSSR am 6. Juni 1970 (2:1), England gegen ČSSR am 11. Juni 1970 (1:0) sowie Brasilien gegen Peru am 14. Juni 1970 (4:2).
Daneben war er Schiedsrichter bei Qualifikationsspielen zu den Fußball-Europameisterschaften 1972 und 1976 wie beim 0:1 von Malta gegen die deutsche Fußballnationalmannschaft am 22. Dezember 1974 in Valletta.
Nach Beendigung seiner Tätigkeit als Schiedsrichter war er von 1975 bis 1979 technischer Berater von Tatabánya Bányász SC.